# نل گوئین (فیلم ۱۹۳۴)
نل گوئین (انگلیسی: Nell Gwynn) یک فیلم به کارگردانی هربرت ویلکاکس است که در سال ۱۹۳۴ منتشر شد.